# Robert Temple
Robert Temple (1945–) amerikai író.

## Életrajza
Robert Temple, vagy Robert K. G. Temple író. Temple szanszkrit és keleti nyelvekből diplomázott a Pennsylvaniai Egyetemen Philadelphiában 1965-ben. Angliában él feleségével, Oliviával.
Legismertebb, vitatott könyve a A Szíriusz-rejtély, amelyet 1967-ben kezdett el írni, 1976-ban jelent meg. A könyv azt az elképzelést mutatja be, mely szerint a dogon nép között őrzött hagyomány él a Szíriusz csillagrendszerből érkezett intelligens földönkívüli lényekről. Írásai a dogonokról Marcel Griaule és Germaine Dieterlen néprajzkutatók értelmezésein alapulnak.
Szerzője ezenkívül tucatnyi kihívást jelentő és provokatív könyvnek.

## Munkássága
Könyveit 44 idegen nyelvre fordították le. Vendégprofesszor Kínában, Pekingben a Történelem és Filozófia Tudományok Tsinghua Egyetemén is. Sok éven át tudományos író volt a Sunday Times-nál, és a Guardiannál és tudományos újságíró a Time-Life-nál, valamint a The New Scientistnél. Tagja a Királyi Csillagászati Társaságnak, és 1970 óta tagja az Egypt Exploration Societynak, valamint tagja számos más tudományos társaságnak. Írt, készített és bemutatott egy dokumentumfilmet a Channel Four és a National Geographic Channelen Görögországban és Olaszországban végzett régészeti felfedezéseiről. Az egyik művészeti bíráló volt a BBC Radio 4 "Kaleidoscope" műsorában. 1993-ban ő fordította le a babiloni Gilgames-eposzt a Royal National Theatre színháznak Londonban.
Felesége, Olivia társszerzője és fordítója a The Complete Fables of Aesop (Aiszóposz összes meséi) műnek, amely nagy visszhangot és figyelmet váltott ki megjelenésekor a nemzetközi sajtóban.
Temple munkatársa volt Joseph Needhamnek is Cambridge-ben, akinek személyes irányítása mellett írta a monumentális kínai tudomány- és technikatörténeti sorozat, a Science and Civilisation in China népszerű, rövidített összefoglalását, amely a The Genius of China címen jelent meg. Könyve hivatalosan is jóváhagyott a kínai középiskolai rendszer, és amely öt nemzeti díjat nyert az Amerikai Egyesült Államokban. Részt vett Egyiptomban az egyiptomi Régiségek Legfelsőbb Tanácsának engedélyével már bezárt telepek régészeti feltárásán. A szfinxről készített kutatásai, történelmi beszámolói új megvilágításba helyezték a témát.

## Főbb munkái
- A Szíriusz rejtély, 1976, ISBN 0-09-925744-0
- The Genius of China, 1986
- Aesop. The Complete Fables, 1998
- A szfinx rejtély, 2009

## Magyarul
- A kristálynap. Az ókor technikai csodáinak újrafelfedezése; bev. Arthur C. Clarke, ford. Cserna György; Alexandra, Pécs, 2005